# Вороніхін Андрій Никифорович
Вороніхін Андрій Никифорович (17 [28] жовтня 1759 Нове Усольє — 21 лютого [5 березня] 1814 Санкт-Петербург) — російський архітектор і живописець, представник класицизму, один з основоположників російського ампіру.
Народився в сім'ї кріпаків, що належали графу О. С. Строганову. З раннього дитинства проявив здатність до малювання. Навчався живопису в майстерні уральського іконописця Гаврила Юшкова. Талант юнака привернув увагу Строганова, який був довгий час президентом петербурзької Академії мистецтв. У 1777 році за рахунок графа відправлений вчитися в Москву, де його вчителями стали архітектори В. І. Баженов і М. Ф. Казаков. З 1779 року Вороніхин працював в Петербурзі, проживаючи в Строгановском палаці.
З 1784 по 1790 рік зробив чотири поїздки по Росії і Західній Європі. У 1786—1790 роках вивчав архітектуру, механіку і математику у Франції і Швейцарії. У закордонних подорожах був в числі супроводжуючих сина графа, Павла Строганова, який покинув Росію для завершення освіти. У 1785 році (за іншими даними, в 1787 році) Вороніхин отримав від Строганова відпускну, ставши таким чином вільним.